# Biserica „Sfântul Nicolae” din Ocolina
Biserica „Sf. Nicolae” este o biserică amplasată în Ocolina, raionul Soroca, Republica Moldova. Este un monument arhitectural de importanță națională inclus în Registrul monumentelor Republicii Moldova ocrotite de stat cu nr. 2728 (raionul Soroca). Datează din 1745.